# Hylia prasina
L'ilia verde (Hylia prasina (Cassin, 1855)) è un uccello passeriforme africano di incerta collocazione tassonomica. È l'unica specie nota del genere Hylia.

## Distribuzione e habitat
La specie è presente nella fascia equatoriale dell'Africa subsahariana (Angola, Benin, Camerun, Repubblica Centrafricana, Repubblica del Congo, Repubblica Democratica del Congo, Costa d'Avorio, Guinea, Gabon, Gambia, Ghana, Guinea-Bissau, Kenya, Liberia, Mali, Nigeria, Senegal, Sierra Leone, Sudan, Sudan del Sud, Tanzania, Togo, Uganda).

## Tassonomia
La collocazione di questa specie è sempre risultata controversa: di volta in volta è stata attribuita alle famiglie Nectariniidae, Paridae, Ploceidae, Cettiidae o Sylviidae. Recenti analisi filogenetiche hanno evidenziato affinità con l'ilia scagliosa (Pholidornis rushiae) e alcuni Autori propongono l'assegnazione delle due specie ad una nuova famiglia, Hyliidae.
Il Congresso Ornitologico Internazionale (ottobre 2014) riflette questa incertezza classificando la specie come incertae sedis.